# Claudi Eusteni
Claudi Eusteni (en llatí Claudius Eusthenius) va ser un alt funcionari imperial romà, secretari ob epistolis de Dioclecià.
Va escriure la vida de Dioclecià, de Maximià Herculi, de Galeri i de Constanci Clor, amb un llibre per a cadascun. El menciona Flavi Vopisc, que segurament va utilitzar aquestes obres.